# Hirnîkî, Dubno
Hirnîkî (în ucraineană Гірники) este localitatea de reședință a comunei Hirnîkî din raionul Dubno, regiunea Rivne, Ucraina.

## Demografie
Componența lingvistică a localității Hirnîkî
     Ucraineană (99,22%)
     Alte limbi (0,78%)
Conform recensământului din 2001, majoritatea populației localității Hirnîkî era vorbitoare de ucraineană (99,22%), existând în minoritate și vorbitori de alte limbi.